# Bulcsú
Bulcsú (... – Ratisbona, 955) fu un capotribù ungherese del X secolo che deteneva il titolo di harka, ovvero di comandante militare, ed era uno dei più influenti membri dell'esercito del Principato d'Ungheria.

## Nome
L'origine del nome Bulcsú o Vérbulcsú, letteralmente "Sangue-Bulcsú", si deve al fatto che «suo padre fu ucciso dai tedeschi nella battaglia di Krimhild» e questi, per vendetta, «bevve il sangue di alcuni nemici come se fosse vino».

## Biografia
Bulcsú era il terzo comandante di grado più alto attivo nell'esercito ungaro alla metà del X secolo. Figlio del capotribù magiaro Kál, la cui tribù era stanziata a nord del lago Balaton, Bulcsú esercitava la propria autorità su molti gruppi di Ungari e si distinse per aver condotto molte campagne in Europa dopo la conquista del bacino carpatico.
Lo storico arabo Ibn Hayyan nomina un certo «Vulšudi» tra i capi magiari che comandarono un attacco contro le contee catalane e la Marca Superiore del Califfato di Cordova nel 942. Nello stesso anno, il comandante si recò con le sue forze anche in Italia, imperversando nelle regioni settentrionali. L'esistenza di Bulcsú è conosciuta anche per via dei suoi stretti rapporti con l'impero bizantino, regione visitata in più occasioni per conto degli Ungari. Nel 947 Bulcsú, divenuto uno dei luogotenenti fedeli al principe Taksony, condusse una seconda campagna in Italia spingendosi fino in Puglia, costringendo Berengario del Friuli a dover pagare gli aggressori affinché se ne andassero. Nel 948, una delegazione magiara guidata da Bulcsú, da Gylas e dal principe Tormás (pronipote di Árpád) si recò a Costantinopoli e incontrò l'imperatore Costantino VII Porfirogenito. Durante questo evento, le origini e l'organizzazione militare e tribale degli Ungari furono riportate in un testo scritto realizzato da Porfirogenito, il De administrando imperio, anche sulla base delle informazioni fornite da Bulcsú. Sempre durante questa visita a Costantinopoli, secondo lo storico medievale Giovanni Scilitze, Bulcsú fu battezzato dopo aver deciso di convertirsi alla religione ortodossa e, in seguito, ottenne il titolo di «amico dell'imperatore», il quale lo pose in una posizione di grande prestigio presso la corte romea. Tuttavia, come testimonia Scilitze, l'ungaro «violò il suo contratto con Dio e spesso invase» l'impero bizantino; al contrario, Gylas, «rimase fedele al cristianesimo» e non eseguì ulteriori incursioni contro Costantinopoli.
Nel 955 ebbe luogo la battaglia di Lechfeld, durante cui le forze magiare si scontrarono con quelle tedesche del regno dei Franchi Orientali; queste ultime erano desiderose di arrestare le incursioni scatenate da Bulcsú sin dall'anno precedente. I comandanti Bulcsú, Lehel e Súr presero attivamente parte allo scontro dirigendo le truppe e combatterono strenuamente, finché alla fine furono sconfitti e fatti prigionieri. Bulcsú, Lehel e Sur vennero impiccati in pubblica piazza a Ratisbona.

### Fonti primarie
- (EN) Costantino Porfirogenito, De administrando imperio, a cura di Gyula Moravcsik, traduzione di Romillyi J. H. Jenkins, Dumbarton Oaks Center for Byzantine Studies, 1967, ISBN 0-88402-021-5.
- (EN) Giovanni Scilitze, A Synopsis of Byzantine History, 811-1057, traduzione di John Wortley, Cambridge University Press, 2010, ISBN 978-0-521-76705-7.

### Fonti secondarie
- (HU) László Baják, Szent László király és kora: kronológia és archontológia [Re San Ladislao e la sua età: cronologia e archontologia], Országos Omagyar Kultúra Baráti Társaság, 2000, ISBN 978-96-30-39144-3, ISSN 1586-2399 (WC · ACNP). Ospitato su Történelmi kronológiák.
- (EN) Nora Berend, Przemyslaw Urbańczyk e Przemyslaw Wiszewski, Central Europe in the High Middle Ages: Bohemia, Hungary and Poland, c.900-c.1300, Cambridge University Press, 2013, ISBN 978-05-21-78156-5.
- (EN) Florin Curta, Southeastern Europe in the Middle Ages, 500-1250, Cambridge, Cambridge University Press, 2006, ISBN 978-0-511-81563-8.
- (HU) György Györffy, István király és műve, Gondolat Budapest 1983, ISBN 963-281-221-2.
- (EN) Peter F. Sugar e Péter Hanák, A History of Hungary, Indiana University Press, 1990, ISBN 978-02-53-20867-5.
- (EN) Ján Steinhübel, The Nitrian Principality: The Beginnings of Medieval Slovakia, BRILL, 2020, ISBN 978-90-04-43863-7.
- (EN) Sándor László Tóth, The Territories of the Hungarian Tribal Federation around 950 (Some Observations on Constantine VII's "Tourkia"), in Byzanz und Ostmitteleuropa, 950-1453: Beiträge zu einer table-ronde des XIX International Congress of Byzantine Studies, Copenhagen 1996 [Bisanzio e l'Europa centro-orientale, 950-1453: contributi sulle discussioni della tavola rotonda al 19º congresso internazionale sugli studi bizantini, Copenhagen 1996], Otto Harrassowitz, 1999,  pp. 23-34, ISBN 3-447-04146-3.